# The Phone Call
The Phone Call é um filme de drama em curta-metragem britânico de 2013 dirigido e escrito por Mat Kirkby e James Lucas. Venceu o Oscar de melhor curta-metragem em live action na edição de 2015.

## Elenco
- Sally Hawkins
- Jim Broadbent - Stanley
- Edward Hogg - Daniel
- Prunella Scales - Joan